# Puchar Stanleya

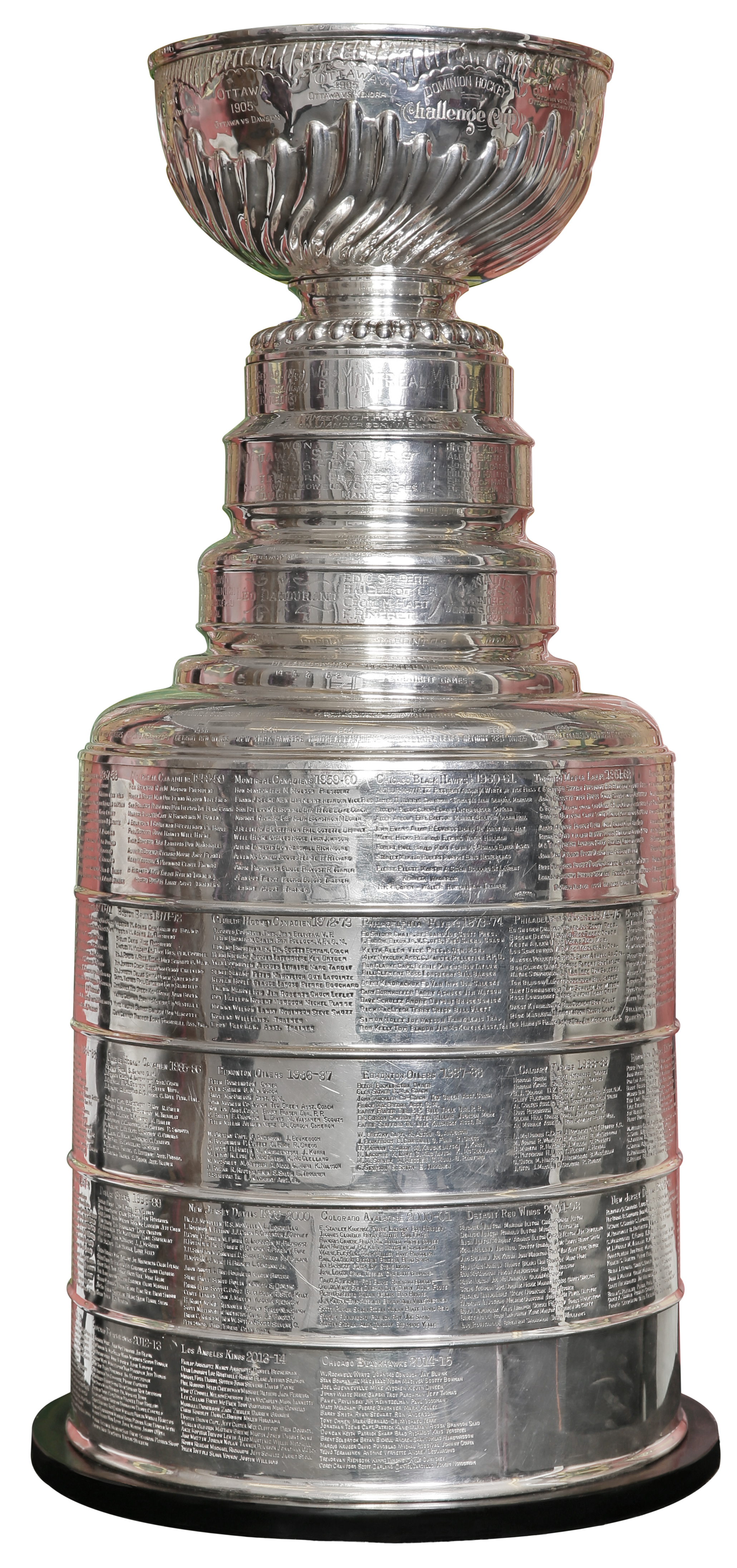
Puchar Stanleya

Puchar Stanleya (ang. Stanley Cup [ˈstænli kʌp], fr. Coupe Stanley) – puchar będący przechodnim trofeum w National Hockey League, amerykańsko-kanadyjskiej lidze hokejowej. Ufundowany w 1892 przez lorda Stanleya i przyznany po raz pierwszy w 1893. 

## Opis
Zdobywca pucharu nie otrzymuje go na stałe. Oryginał jest przechowywany w Sali Sławy Hokeja w Toronto. Nazwa zwycięskiego klubu i nazwiska zawodników są wygrawerowane na duplikacie, który również znajduje się w Sali Sławy, ale jest z niej usuwany podczas finałowych rozgrywek Pucharu.
Puchar waży 14,5 kg i ma 89,5 cm wysokości. Pierwsze rozgrywki o Puchar Stanleya odbyły się w 1893
Najczęściej zdobywała go drużyna Canadiens de Montréal.